# Thamnium piniforme
Thamnium piniforme là một loài rêu trong họ Neckeraceae. Loài này được (Brid.) Kindb. mô tả khoa học đầu tiên năm 1902.